# Natália Pedro da Costa Umbelina Neto

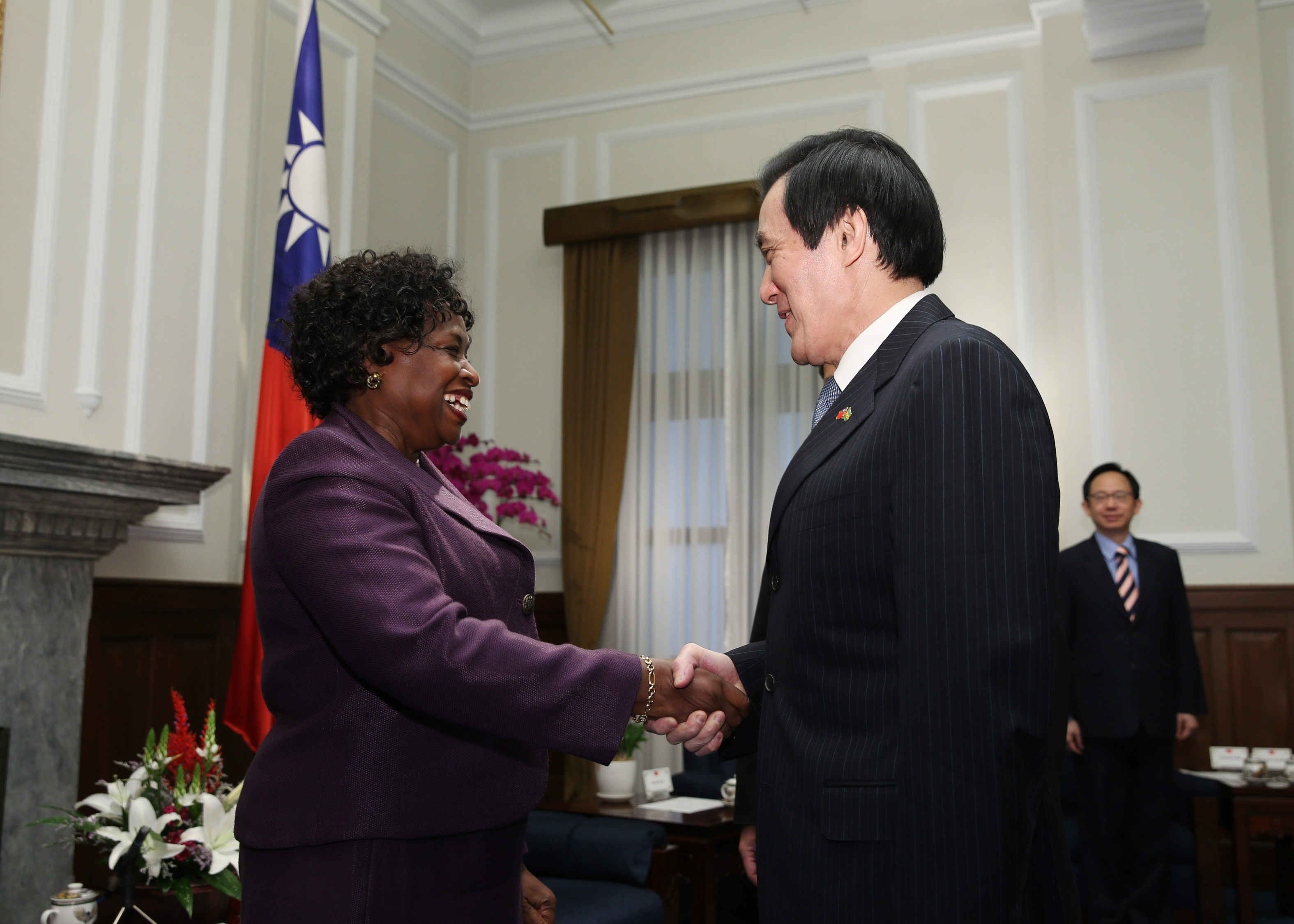
Natalia Pedro da Costa Umbelina Neto encontra-se com o Presidente Ma Ying-jeou, Presidente da República da China (Taiwan), 15 de abril de 2014

Natália Pedro da Costa Umbelina Neto (3 de novembro de 1951) é uma política de São Tomé e Príncipe, que foi Ministra dos Negócios Estrangeiros do país entre 2012 e 2014.

## Biografia
Entre 1990 e 1999, Umbelina Neto foi Secretária Geral da Comissão Nacional da UNESCO em São Tomé e Príncipe.
Em 2007, obteve o doutoramento em história pela Universidade de Aix-Marseille com um estudo da sócio-economia de São Tomé e Príncipe entre 1853 e 1903.
Foi secretária regional para os assuntos sociais e institucionais do governo regional da ilha do Príncipe de 2010 a 2012.
Foi Ministra dos Negócios Estrangeiros, Cooperação e Comunidades de 2012 a 2014.